# Лешно (станция)
Лешно (пол. Leszno) — пассажирская и грузовая железнодорожная станция в городе Лешно, в Великопольском воеводстве Польши. Имеет 6 платформ и 8 путей. Относится по классификации к категории B, т.е. обслуживает от 1 до 2 миллионов пассажиров ежегодно.
Станция построена в 1856 году, когда город Лешно (нем. Lissa, Лисса) был в составе Королевства Пруссия. Теперешнее здание вокзала построили в 1971 году. Капитальный ремонт вокзала был проведен в 2010—2012 годах.